# Hrabstwo Hutchinson (Teksas)

Piramida wieku hrabstwa

Hrabstwo Hutchinson – hrabstwo położone w USA, w regionie Panhandle, w Teksasie. Utworzone w 1876 r. Siedzibą hrabstwa jest miasto Stinnett, a największym miasteczkiem Borger.
Południowa część hrabstwa Hutchinson jest ośrodkiem wydobycia ropy naftowej, gazu, petrochemii i kauczuku syntetycznego. W hrabstwie znajduje się jedna z największych na świecie przepompowni gazu ziemnego, która zaopatruje obszary metropolitalne na zachód do Denver i na wschód do Indianapolis.
Największy dochód w rolnictwie (dane z 2022) przynoszą: uprawy zbóż (gł. kukurydzy, sorgo, pszenicy), hodowla bydła i uprawa bawełny.  
Zasilana kilkoma małymi strumieniami, z południowego zachodu na północny wschód przepływa Canadian River. Na południowym zachodzie jest spiętrzona, tworząc Jezioro Meredith.

## Miasta
- Borger
- Fritch
- Sanford
- Stinnett

## CDP
- Lake Meredith Estates

## Sąsiednie hrabstwa
- Hrabstwo Hansford (północ)
- Hrabstwo Roberts (wschód)
- Hrabstwo Carson (południe)
- Hrabstwo Moore (zachód)
- Hrabstwo Potter (południowy zachód)
- Hrabstwo Gray (południowy wschód)
- Hrabstwo Sherman (północny zachód)
- Hrabstwo Ochiltree (północny wschód)

## Demografia
Według danych pięcioletnich z 2022 roku, 77,8% mieszkańców stanowili biali (68,4% nie licząc Latynosów), 24,5% to Latynosi, 12,5% było rasy mieszanej, 2,3% to czarni lub Afroamerykanie, 1,5% stanowiła rdzenna ludność Ameryki, 0,6% to Azjaci i 0,3% pochodziło z wysp Pacyfiku. 